# Centropogon gutierrezii
Centropogon gutierrezii är en klockväxtart som först beskrevs av Jules Émile Planchon och Oerst., och fick sitt nu gällande namn av Franz Elfried Wimmer. Centropogon gutierrezii ingår i släktet Centropogon och familjen klockväxter. Inga underarter finns listade i Catalogue of Life.

## Bildgalleri

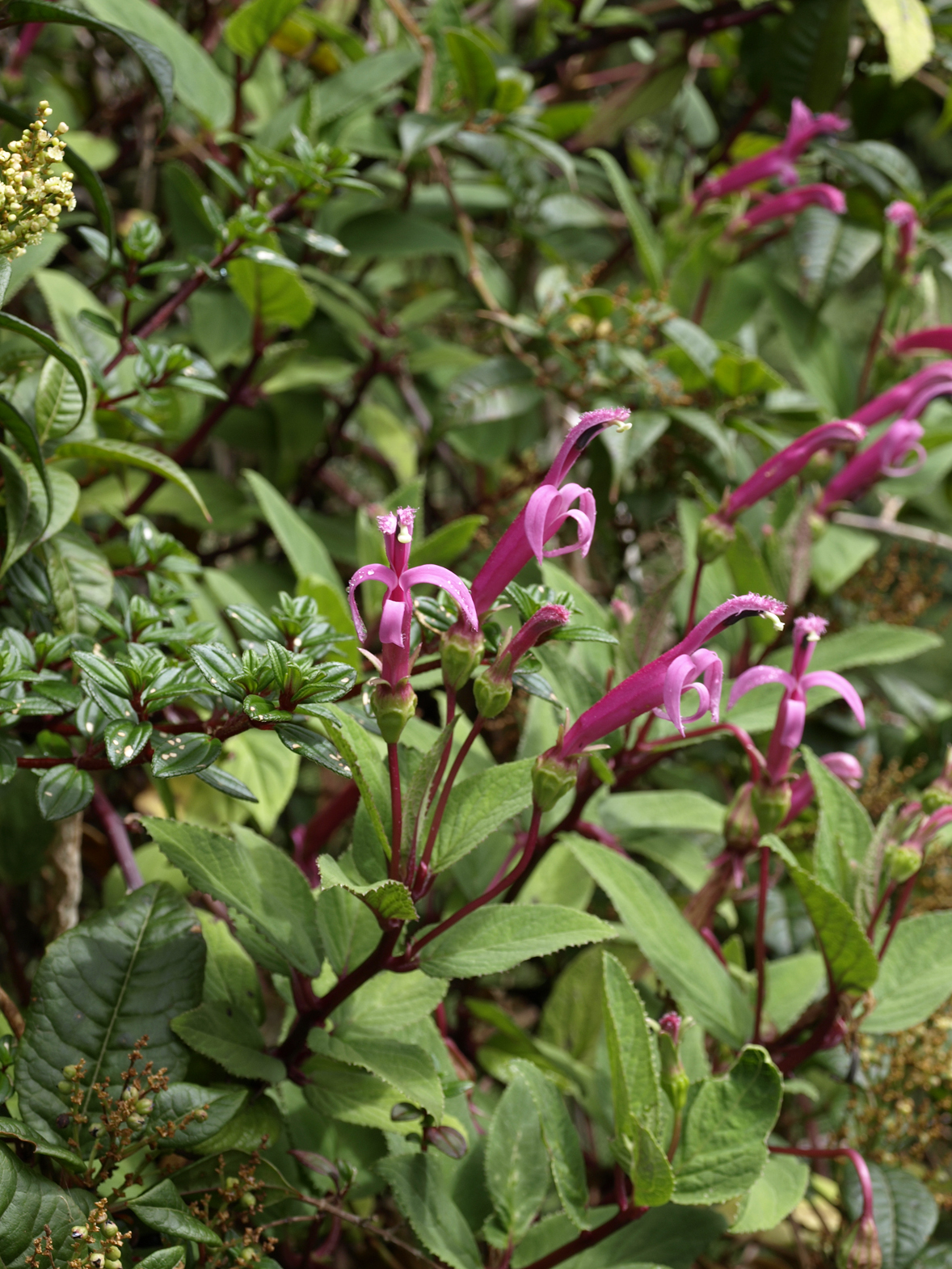
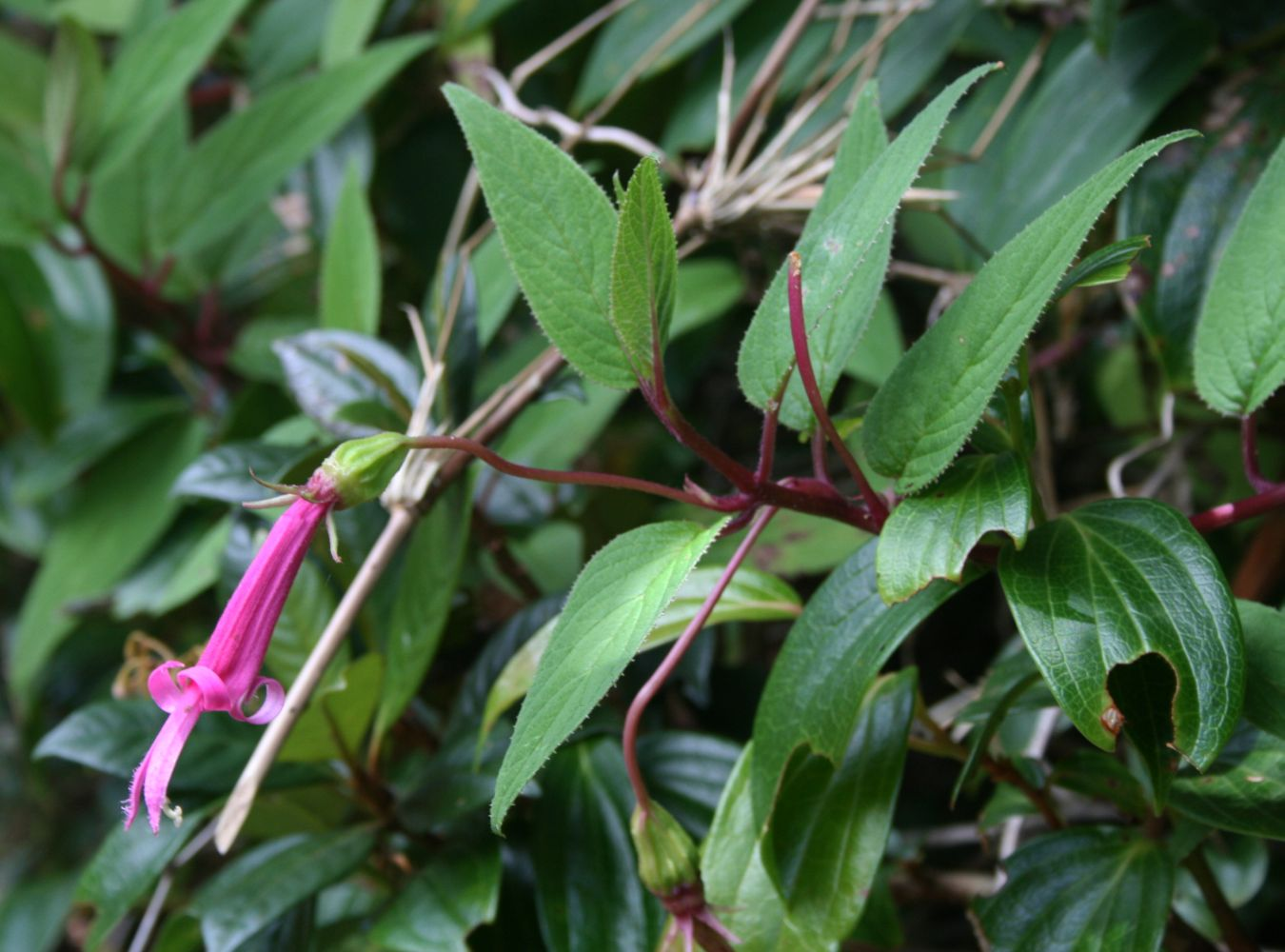